# Cambarellus ninae
Cambarellus ninae е вид ракообразно от семейство Cambaridae. Видът не е застрашен от изчезване.

## Разпространение
Разпространен е в САЩ (Тексас).